# L'anno in cui i miei genitori andarono in vacanza
L'anno in cui i miei genitori andarono in vacanza (O ano em que meus pais saíram de férias) è un film del 2006 diretto da Cao Hamburger. È stato presentato in concorso alla Berlinale.
Il film è ambientato nel Brasile degli anni settanta, periodo di grande oppressione politica di destra.

## Trama
Mauro è un ragazzino con una forte passione per il calcio che, durante l'estate del 1970, viene lasciato a casa del nonno ebreo a San Paolo dai genitori. L'unica cosa che gli viene detta è che i due andranno in vacanza a tempo indeterminato e tenteranno di tornare prima della fine del mondiale di calcio disputato quell'anno. Mauro bussa alla porta del nonno, ma Shlomo, un ebreo scorbutico e solitario che abita nell'appartamento accanto, gli comunica che l'uomo è appena morto.
Shlomo è costretto dalla comunità ebraica a prendersi carico del piccolo Mauro, anche se inizialmente la convivenza dei due risulta più ardua del previsto. Fortunatamente Mauro fa amicizia con i bambini del quartiere in cui vive e poco per volta inizia a voler bene a modo suo anche a Shlomo, che spinto dalla compassione inizia ad indagare sulla scomparsa dei genitori del piccolo, finché non si ritrova nel bel mezzo di una retata della polizia contro un circolo studentesco presso cui si era rivolto e tutto sembra precipitare.

## Distribuzione
Il film è stato distribuito in Italia soltanto nel 2008, con due anni di ritardo.